# Madecassophryne truebae
Madecassophryne truebae – gatunek płaza bezogonowego z rodziny wąskopyskowatych (Microhylidae). Jedyny przedstawiciel rodzaju Madecassophryne.

## Występowanie i biotop
Występuje endemicznie w południowo-wschodniej części Madagaskaru – w górach Anosyennes, Parku Narodowym Andohahela i lesie Tsitongambarika na wysokości 700–1900 m n.p.m. Zamieszkuje rozległe obszary tropikalnych lasów, w pobliżu głazów i skał.

## Charakterystyka
Małe płazy o długości ciała 20–23 mm. Ubarwienie żywych osobników nieznane. Zakonserwowane okazy były w kolorze ciemnym, górne części kończyn żółtawe, brzuch białawy (czasami czarny), na gardle czarne plamy. Skóra na grzbiecie pomarszczona, z dużymi guzkami na głowie. Nozdrza w równej odległości między czubkiem pyska a oczami. Skrzek znajdowano w listopadzie zarówno przy samcach jak i samicach. Zawierał 18 jaj o średnicy 4 mm. Rozwój i wygląd kijanek nieznany.

## Zagrożenie i ochrona
W Czerwonej księdze gatunków zagrożonych Międzynarodowej Unii Ochrony Przyrody i Jej Zasobów został zaliczony do kategorii EN (zagrożony wyginięciem). Główne zagrożenie dla gatunku to utrata siedlisk spowodowana przez: rozwój rolnictwa i osadnictwa, pozyskiwanie drewna, wytwarzanie węgla drzewnego, inwazyjne rozprzestrzenianie eukaliptusa i wypas zwierząt gospodarskich.